# Josef Reixenartner
Josef Reixenartner (* 6. Juli 1928 in Thal, Gemeinde Muggendorf; † 29. Jänner 1988 in Wiener Neustadt) war ein österreichischer Politiker (SPÖ) und Papiermacher. Er war von 1979 bis 1984 Abgeordneter zum Landtag von Niederösterreich.

## Leben
Reixenartner absolvierte eine kaufmännische Lehre und war von Beruf Papiermacher. Er absolvierte seinen Militärdienst und war von 1964 bis 1984 Zentralbetriebsratsobmann der Firma Bunzl & Biach sowie Mitglied des
Zentralvorstandes der Chemiearbeitergewerkschaft.

## Politik
Er engagierte sich auf lokalpolitischer Ebene zwischen 1965 und 1985 als Gemeinderat in Waidmannsfeld und vertrat die SPÖ Niederösterreich zudem auf Landesebene zwischen dem 19. April 1979 und dem 6. Juni 1984 im Niederösterreichischen Landtag. 